# Lasiomyrma
Lasiomyrma é um gênero de insetos, pertencente a família Formicidae.

## Espécies
- Lasiomyrma gedensis Terayama & Yamane, 2000 – Java, Indonésia[2]
- Lasiomyrma gracilinoda Terayama & Yamane, 2000 – Bornéu, Malásia[2]
- Lasiomyrma maryatiae Terayama & Yamane, 2000 – Bornéu, Malásia[2]
- Lasiomyrma wiwatwitayai Jaitrong, 2010 – Tailândia[3]